# Kouvot
Kouvot är en basketklubb från Kouvola i Finland. Klubben grundades den 3 december 1964. Kouvot spelar i Korisliiga och de har varit finländska mästare 1995, 1999, 2004 och 2016.